# 히로하시 고주
히로하시 고주(일본어: 広橋 公寿, 1957년 1월 11일 ~ )는 일본의 전 프로 야구 선수이자 야구 해설가·평론가이다.
장남은 2005년 시코쿠 아일랜드 리그 제1기생으로서 고치 파이팅독스에서 1년 간 선수 생활을 했던 히로하시 다카히사이다.

## 인물

### 선수 시절
도카이 대학부속 제5 고등학교와 야와타 대학을 졸업하고 사회인 야구팀 도시바를 거쳐 1981년 드래프트 번외로 세이부 라이온스에 입단했다. 그의 입단 동기이자 드래프트 번외로 입단한 아키야마 고지가 있다.
큰 키의 대형 내야수였지만 선수층이 두터운 내야진에게 먹혀들지 못하고 주로 대타나 경기 종반에 수비 요원으로 출전했지만 좌완 투수와 상대할 때 강한 면모를 보여줄 정도의 완고한 타격으로 니시오카 요시히로와 함께 ‘왼쪽 킬러’로서 활약했다. 당시 감독이던 히로오카 다쓰로에게서 신뢰를 받아 1985년에는 규정 타석 미만에도 불구하고 타율 3할 1리를 기록했다.
1989년 시즌 종료 후 미야시타 마사미, 오미야 다쓰오와의 맞트레이드로 오가와 무네나오와 함께 주니치 드래건스에 이적했고 이듬해 1990년 시즌 종료 후에는 고바야카와 고지와의 맞트레이드로 후쿠오카 다이에 호크스에 이적, 1991년 시즌 끝으로 현역에서 은퇴했다.

### 그 후
은퇴 후 후쿠오카 현에 소재하고 있는 골프장에서 근무했고 동시에 분카 방송의 해설 위원(규슈 지역에 한정)을 맡았다. 1995년부터 2003년까지 친정팀인 세이부에서 2군 수비 주루·타격 코치를 역임했고 2004년에는 TV 사이타마, 니시닛폰 스포츠에서 해설위원과 평론가를 맡았다.
2005년, 퍼시픽 리그 신생 구단인 도호쿠 라쿠텐 골든이글스의 1군 외야 수비 주루 코치로 발탁되었고 시즌 도중부터는 2군 타격 코치로 보직이 변경된 고마다 노리히로의 후임으로서 1군 타격 코치를 시즌 종료 때까지 맡았다. 2006년부터 2007년까지 2군 타격 코치, 2008년부터 2군 외야 수비 주루 코치, 2011년부터는 2군 육성 수석 코치, 같은 해 5월 16일부터는 2군 타격 코치를 맡았다. 2010년 7월에는 니무라 도루 2군 감독이 건강상에 의해 니무라 감독을 대신해서 감독 대행을 맡기도 했다.
2012년에는 육성 수석 코치로 발탁되었지만 2012년 시즌 종료 후 라쿠텐을 퇴단, 이것으로 라쿠텐 창단 당시(2005년)의 감독과 코칭 스태프 전원이 팀을 떠났다. 2013년에는 대한민국의 독립 야구단 고양 원더스의 타격 코치로 부임했다.

## 상세 정보

### 출신 학교
- 도카이 대학부속 제5 고등학교
- 야와타 대학

### 선수 경력
사회인 시대
- 도시바

프로팀 경력
- 세이부 라이온스(1981년 ~ 1989년)
- 주니치 드래건스(1990년)
- 후쿠오카 다이에 호크스(1991년)

### 지도자·기타 경력
- 분카 방송 야구 해설위원
- 세이부 라이온스 2군 수비 주루·타격 코치(1995년 ~ 2003년)
- TV 사이타마 야구 해설위원, 니시닛폰 스포츠 평론가(2004년)
- 도호쿠 라쿠텐 골든이글스 1군 외야 수비 주루·타격 코치(2005년)
- 도호쿠 라쿠텐 골든이글스 2군 타격 코치(2006년 ~ 2007년, 2011년 5월 ~ 2011년 시즌 종료)
- 도호쿠 라쿠텐 골든이글스 2군 외야 수비 주루 코치(2008년 ~ 2010년)
- 도호쿠 라쿠텐 골든이글스 2군 육성 수석 코치(2011년 ~ 2012년)
- 고양 원더스 타격 코치(2013년 ~ 2014년)

### 등번호
- 30(1981년 ~ 1989년)
- 25(1990년)
- 68(1991년)
- 85(1995년 ~ 2003년, 2005년 ~ 2014년)

### 연도별 타격 성적
| 연 도       | 소 속       | 경 기 | 타 석 | 타 수 | 득 점 | 안 타 | 2 루 타 | 3 루 타 | 홈 런 | 루 타 | 타 점 | 도 루 | 도 루 자 | 희 생 번 | 희 생 플 | 볼 넷 | 고 4 | 사 구 | 삼 진 | 병 살 타 | 타 율 | 출 루 율 | 장 타 율 | O P S |
| ----------- | ----------- | ----- | ----- | ----- | ----- | ----- | ------- | ------- | ----- | ----- | ----- | ----- | -------- | -------- | -------- | ----- | ---- | ----- | ----- | -------- | ----- | -------- | -------- | ----- |
| 1981년      | 세이부      | 91    | 180   | 162   | 23    | 44    | 8       | 2       | 2     | 62    | 12    | 8     | 3        | 9        | 0        | 8     | 0    | 1     | 23    | 4        | .272  | .310     | .383     | .693  |
| 1982년      | 세이부      | 64    | 192   | 169   | 28    | 45    | 9       | 2       | 3     | 67    | 14    | 6     | 5        | 3        | 0        | 19    | 0    | 1     | 16    | 1        | .266  | .344     | .396     | .740  |
| 1983년      | 세이부      | 83    | 112   | 93    | 23    | 22    | 6       | 0       | 0     | 28    | 4     | 3     | 3        | 7        | 0        | 10    | 0    | 2     | 14    | 1        | .237  | .324     | .301     | .625  |
| 1984년      | 세이부      | 76    | 200   | 169   | 36    | 50    | 10      | 0       | 3     | 69    | 17    | 5     | 2        | 6        | 3        | 21    | 0    | 1     | 18    | 2        | .296  | .377     | .408     | .785  |
| 1985년      | 세이부      | 82    | 143   | 123   | 16    | 37    | 14      | 1       | 1     | 56    | 17    | 1     | 1        | 6        | 2        | 12    | 2    | 0     | 17    | 1        | .301  | .358     | .455     | .813  |
| 1986년      | 세이부      | 22    | 22    | 20    | 5     | 4     | 0       | 0       | 0     | 4     | 2     | 2     | 1        | 1        | 0        | 1     | 0    | 0     | 4     | 0        | .200  | .238     | .200     | .438  |
| 1987년      | 세이부      | 59    | 106   | 96    | 18    | 31    | 4       | 1       | 1     | 40    | 17    | 2     | 1        | 5        | 0        | 5     | 0    | 0     | 9     | 0        | .323  | .356     | .417     | .773  |
| 1988년      | 세이부      | 50    | 80    | 74    | 12    | 18    | 0       | 0       | 3     | 27    | 12    | 4     | 1        | 3        | 0        | 3     | 0    | 0     | 10    | 2        | .243  | .273     | .365     | .638  |
| 1989년      | 세이부      | 9     | 13    | 10    | 1     | 0     | 0       | 0       | 0     | 0     | 0     | 0     | 0        | 1        | 0        | 2     | 0    | 0     | 1     | 0        | .000  | .167     | .000     | .167  |
| 1990년      | 주니치      | 18    | 26    | 24    | 3     | 5     | 0       | 0       | 1     | 8     | 1     | 1     | 1        | 2        | 0        | 0     | 0    | 0     | 7     | 0        | .208  | .208     | .333     | .542  |
| 1991년      | 다이에      | 15    | 13    | 11    | 3     | 2     | 0       | 0       | 0     | 2     | 0     | 0     | 0        | 0        | 0        | 2     | 0    | 0     | 4     | 0        | .182  | .308     | .182     | .490  |
| 통산 : 11년 | 통산 : 11년 | 569   | 1087  | 951   | 168   | 258   | 51      | 6       | 14    | 363   | 96    | 32    | 18       | 43       | 5        | 83    | 2    | 5     | 123   | 11       | .271  | .331     | .382     | .713  |